# Kevin Phelan
Kevin Phelan (18 november 1990) is een Ierse golfamateur. Hij komt uit Waterford en is lid van de Waterford Castle Golf Club maar groeide later op in St. Augustine (Florida).
Kevin is de zoon van Josephine en John Phelan, een professional squashspeler.

## Amateur
In 2009 ging de 18-jarige Kevin studeren aan de University of North Florida (UNF) waar hij college golf speelde voor de Ospreys. 

### Hoogtepunten
In 2010 kwalificeerde Kevin zich met -6 voor het US Open, terwijl Justin Rose en Rickie Fowler daar de kwalificatie misten.  

In 2011 kwalificeerde hij zich voor het Iers Open, vertegenwoordigde hij zijn land in het ELTK in Argentinië en werd hij gekozen voor het Walker Cup-team.

In 2013 kwalificeerde hij zich weer als amateur voor het US Open en eindigde hij op de 62ste plaats.
Als amateur maakte hij drie keer een hole-in-one in Florida: op de King and Bear Golf Course, in 2004 aangelegd door Arnold Palmer (the King) en Jack Nicklaus (the Bear) en op de Palencia Club (2007), beide in St Augustine, en op Amelia River Golf Club (2008) in Fernandina Beach.

### Gewonnen
- 2010: toernooi voor kwalificatie US Open, Atlantic Sun Freshman of the Year
- 2013: toernooi voor kwalificatie US Open

### Teams
- Walker Cup: 2011, 2013
- Europees Landen Team Kampioenschap: 2011, 2012
- St Andrews Trophy : 2012

## Professional
Na de Walker Cup van 2013 werd Phelan professional.  Zijn eerste toernooi was het KLM Open 2013. Hij doorliep de Tourschool, speelde Stage 2 op El Saler en eindigde bij de Finals op de 17de plaats door alle rondes onder par te spelen.